# Chlorocypha rubida
Chlorocypha rubida är en trollsländeart som först beskrevs av Hagen in Selys 1853.  Chlorocypha rubida ingår i släktet Chlorocypha och familjen Chlorocyphidae. IUCN kategoriserar arten globalt som livskraftig. Inga underarter finns listade i Catalogue of Life.